# Tropisch of subtropisch grasland, savanne of struweel
De Tropisch of subtropisch grasland, savanne of struweel is een WWF-bioom dat gekenmerkt wordt door een neerslag van 900-1.500 mm per jaar die niet genoeg is voor bebossing van een gebied.
Gewoonlijk wordt het bioom gedomineerd door grassen, hoewel er wel geïsoleerde bomen of struiken in voor kunnen komen, afhankelijk van hoeveel vocht er plaatselijk in de grond aanwezig is. Uitgestrekte graslanden hebben vaak van oorsprong grote groepen grote grazende herbivoren, zoals de antilopen van Oost-Afrika die in grote kuddes rondtrekken. De plantendiversiteit is meestal vrij laag, althans de alfa-diversiteit ervan; de bèta- en gamma-diversiteit kan wel aanzienlijk zijn.
Veel grasland is door de mens omgeploegd en getransformeerd in landbouwgebied. Herstel van het bioom is deels goed mogelijk, maar soms is er ook moeilijk te herstellen schade.

## Galerij

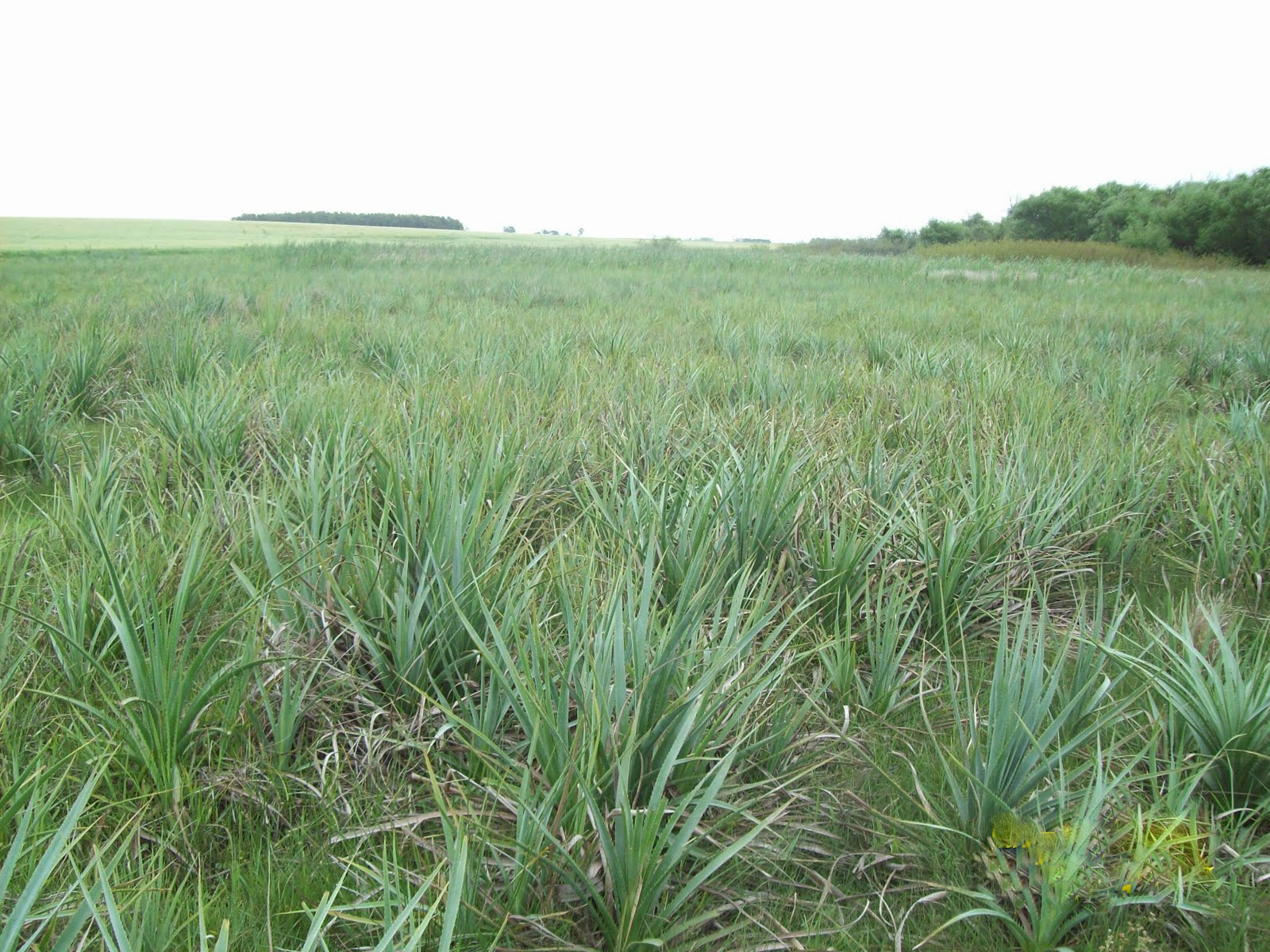
Eryngium pandanifolium (Uruguay)
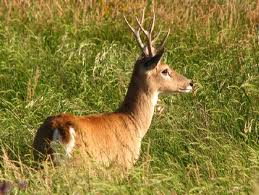
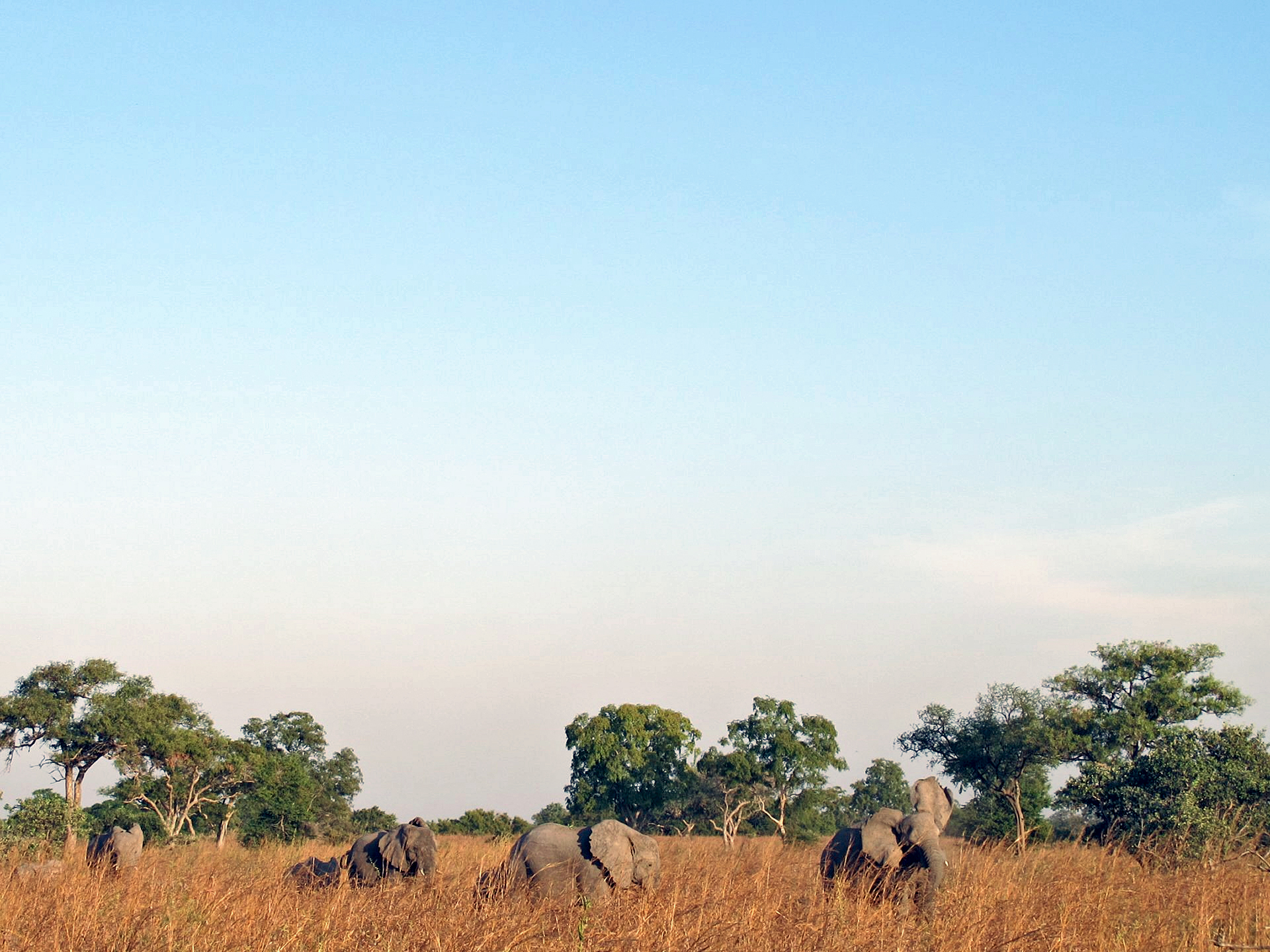
Kameroen olifanten
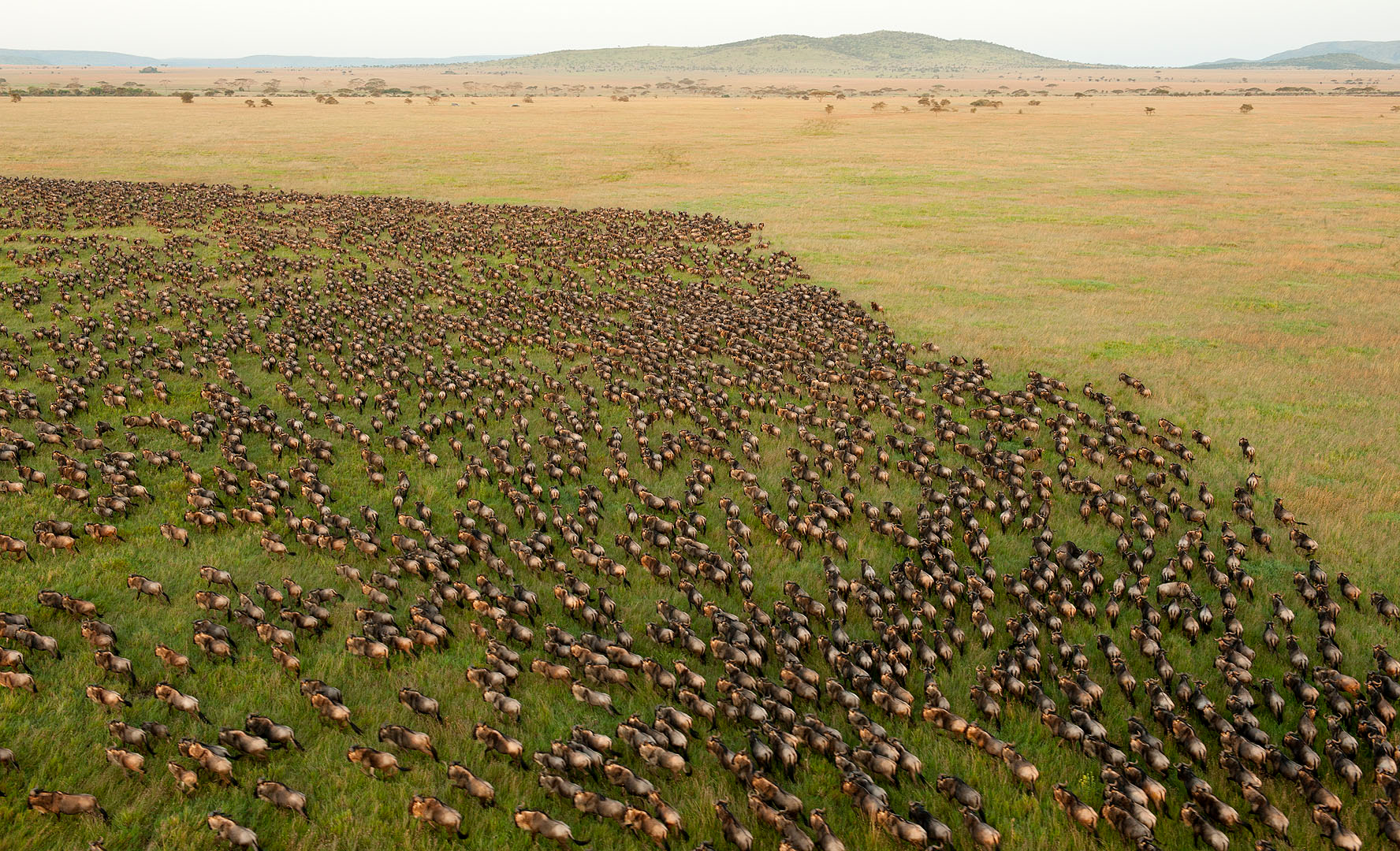
Trekkende gnoes